# Parc Ferroviari i Museu de les Illes Balears
Der Parc Ferroviari i Museu de les Illes Balears ist ein Eisenbahnpark auf Mallorca.
Im Park gibt es Modellbahntrassen, auf denen Züge der Spurweiten von 127 mm (5 Zoll) und 184 mm (7 ¼ Zoll) fahren. Der Bahnpark wurde am 14. Dezember 2019 eröffnet.

## Lage
Der Eisenbahnpark liegt in der Gemeinde Marratxí, etwa sechs Kilometer von Palma entfernt auf einem 25.000 Quadratmeter großen Grundstück, auf dem sich maßstabsgetreue Eisenbahnstrecken sowie eine Eisenbahn- und Industriemuseumsausstellung befinden.
Vorhanden sind zwei Eisenbahnstrecken in den Maßstäben 5 und 7 ¼ Zoll mit einer Länge von insgesamt etwa 1100 Metern, ein Lager- und Werkstattgebäude, ein Bahnhofsgebäude sowie eine Drehscheibe mit vier Metern Durchmesser. Verschiedene originale Ausstellungsstücke unterschiedlicher Spurweiten sind im Gelände ausgestellt. Vorhanden sind Maschinen und Werkzeuge aus den alten Werkstätten des inzwischen aufgelassenen Bahnhofes Plaza de España in Palma sowie andere Ersatzteile wie Drehgestelle und Achsen, die restauriert werden sollen, wenn dies wirtschaftlich möglich ist.

## Geschichte
Der Club Ferroviari Vaporísta de Mallorca (C.F.V.M.) wurde im Jahr 2000 als gemeinnütziger Kulturverein gründeten. Er war an der Einführung von Modelleisenbahnen im Maßstab 5 und 7 ¼ Zoll auf den Balearen beteiligt und gab sich die Aufgabe, Eisenbahn- und Industrieerzeugnisse der Insel zu erhalten und zu restaurieren, wobei viele dieser Arbeiten auf Mallorca durchgeführt wurden.
Der C.F.V.M. hat seit seiner Gründung zahlreiche Veranstaltungen und Eisenbahnausstellungen mit einem mobilen Rundkurs in ganz Mallorca organisiert, um das Hobby vorzustellen und zu fördern.
Die Serveis Ferroviaris de Mallorca (S.F.M.) gab vor der Eröffnung des Bahnparkes eine Studie in Auftrag, um eventuell eine direkten Verbindung zwischen der etwa 400 Meter langen Gleisstrecke des Parks und der Strecke von Palma nach Inca herzustellen, um historisches Material in das Museum bringen und zukünftig Museumszüge mit einer Dampflokomotive fahren zu können.

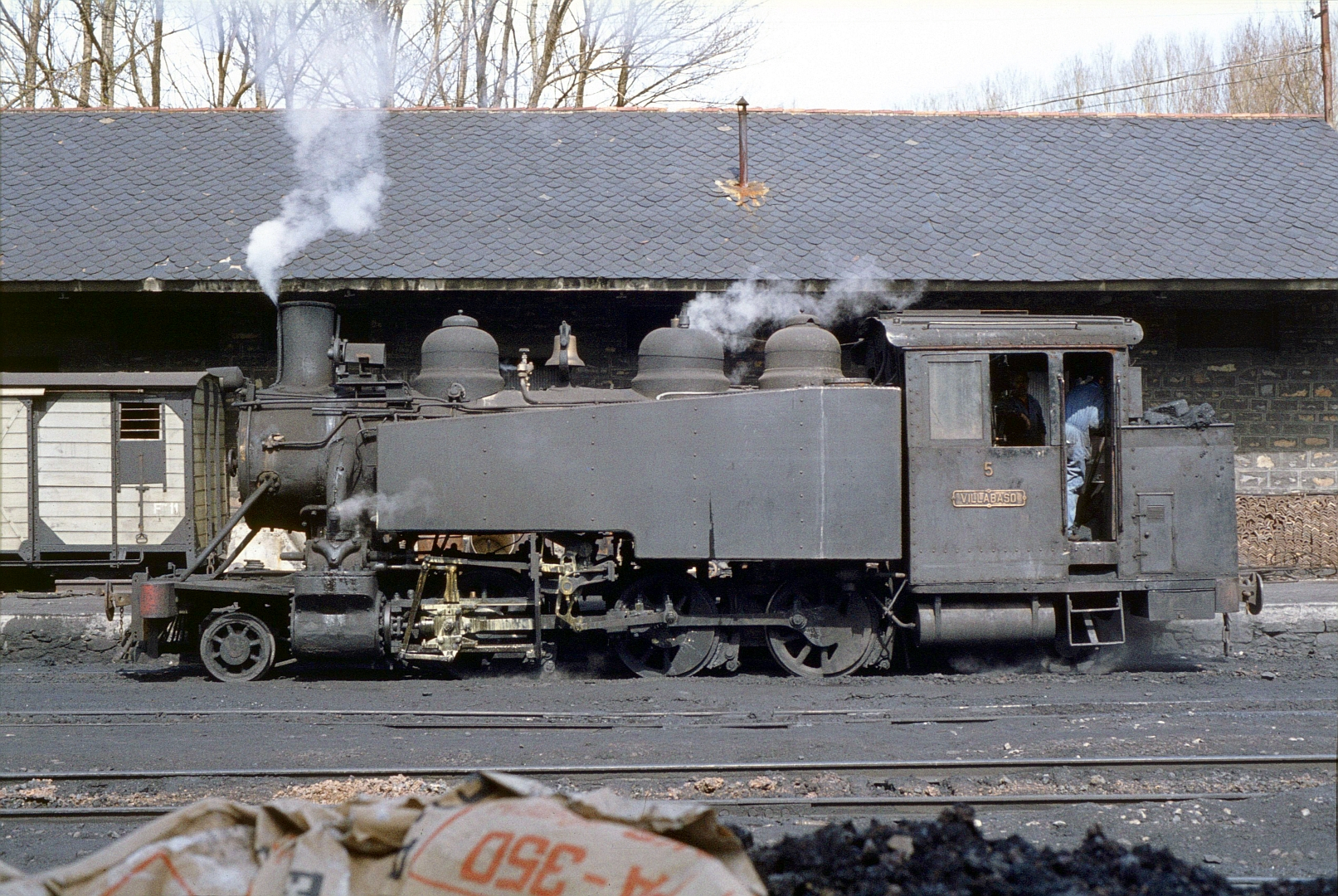
Der Verein besitzt die PV Nº 6, eine baugleiche Lokomotive aus einer Serie von zehn Baldwin-Lokomotiven wie die hier abgebildete PV Nº 5

Der Verein besitzt die Baldwin-Tenderlokomotive PV Nº 6 Landaluce, Achsfolge 1'C1', Spurweite 1000 mm, 52659/1919, die zuvor auf der Ferrocarril  Ponferrada–Villablino im Einsatz war.
Im November 2019 gab die S.F.M. die Lokomotive an den Verein zurück, nachdem diese mehrere Jahre ausgeliehen und in der Estació Intermodal de Palma als Denkmal verwendet worden waren, verbunden mit der Zusage, einen Zuschuss zur Wiederherstellung der durch die jahrelange Verwitterung entstandenen Schäden zu geben.

## Fahrzeuge
Elf schmalspurige Lokomotiven waren im Januar 2018 einsatzbereit, insgesamt sind über 25 Fahrzeuge vorhanden.

## Betrieb
Der Eintritt auf das Gelände und in das Museum ist kostenlos. Fahrgäste werden zur Instandhaltung der Einrichtungen um eine Spende für die Fahrkarte gebeten.